# Patrick Macnee
Daniel Patrick Macnee (Londres, 6 de febrero de 1922-Rancho Mirage, 25 de junio de 2015) fue un actor y presentador de televisión británico, conocido por interpretar a John Steed en la serie de televisión británica Los vengadores. Además participó en el video musical de The Farm All Together Now y en el de Oasis Don't Look Back in Anger.

## Biografía
Daniel Patrick Macnee nació en el seno de una familia aristocrática y fue el primogénito del matrimonio compuesto por el jockey/trainer Daniel "Shrimp" Macnee y Dorothea May Henry, quienes se divorciaron más tarde. Tenía un hermano llamado James.
Estudió en el Colegio Eton, donde participó en el montaje de varias obras de teatro. Fue expulsado tras ser sorprendido con revistas pornográficas, pero volvió a la escuela debido a las influencias de su familia con el director de la escuela.

## Carrera como actor
Macnee siguió una carrera de actor en la Webber Douglas Academy, donde logró notoriedad hasta 1941, cuando se enroló en la Armada Británica en los inicios de la Segunda Guerra Mundial, donde sirvió desde 1942 hasta 1946. En 1942 contrajo matrimonio con Barbara Douglas.
Después de la guerra visitó Canadá y Estados Unidos. En Canadá actuó en papeles y películas de corte bélico. En 1956 se divorció de su primera esposa.
También tentó en Hollywood desde 1957 hasta 1959, trabajando para la Metro Goldwyn Mayer en Les Girls y Mission of danger. Aparecía eventualmente además en algunos episodios de las series para TV desarrolladas por Alfred Hitchcock.
En 1965 contrae matrimonio con Katherine Woodville, de la que se separa tres años después.
Con 66 años, volvió a contraer matrimonio con Baba Majos de Nagyzsenye, en 1988, hasta el fallecimiento de ella en 2007.

### Los vengadores

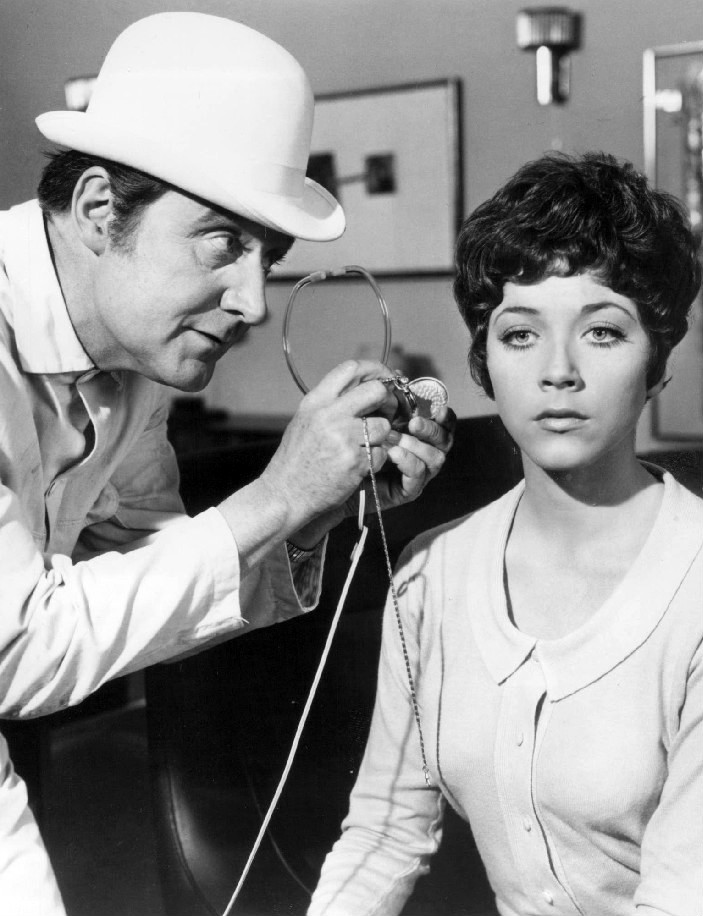
Patrick Macnee junto a Linda Thorson en una escena de la serie de TV The Avengers (1968).

En 1959 retorna a la Gran Bretaña y ayuda en la coproducción de una serie denominada Los valientes años de Winston Churchill.
En 1961, Sidney Newman, de la ABC, contacta con Macnee y lo convence para actuar en una serie televisiva denominada The Avengers Los vengadores. En los estudios conoce a la talentosa actriz Diana Rigg, su compañera en la serie con quien establece una sólida y reconocible cercanía que aporta al éxito de la serie. 
La serie obtiene gran éxito entre los televidentes británicos e iberoamericanos, haciendo muy popular a la pareja MacNee-Rigg. La conexión y la empatía de velado corte romántico entre ellos trasciende la pantalla. Tras bambalinas, Macnee no oculta su real y entrañable admiración por su compañera Diana Rigg. La serie, de más de sesenta capítulos, tuvo muchos altibajos debido al carácter independiente, la notable inteligencia de Rigg y la hostilidad machista que despertó en los ejecutivos de ABC, y sólo la amistad y los consejos de Macnee lograron que la actriz permaneciera en la serie hasta la llegada del color a la televisión. Posteriormente y muy a su pesar, Rigg dejó la serie y fue reemplazada por la actriz Linda Thorson. Lamentablemente la impronta dejada en la serie por Rigg fue tan patente que el rating descendió, y después de una temporada se decidió su cancelación.

### Estados Unidos
MacNee obtuvo su ciudadanía estadounidense en 1957.
Participó en innumerables series cómicas, como narrador en series de fenómenos extranaturales y programas contra el terrorismo.
Curiosamente, gracias a su origen familiar, interpretó con soltura a personajes aristocráticos con el título de Sir, aunque nunca se le otorgó dicho título nobiliario inglés.

### Muerte
El 25 de junio de 2015, MacNee falleció de muerte natural en su casa, en Rancho Mirage, California, a los 93 años. «Murió por causas naturales (...) rodeado de su familia», señaló su hijo Rupert, en un comunicado colgado en el sitio oficial del artista.

## Teatro
- 1941 Little Women
- 1941 Broken Blossoms
- 1947 Julius Caesar
- 1947 The White Devil
- 194? The Assassin
- 194? Once There Was Music
- 1954 A Midsummer Night's Dream
- 195? The Wedding Ring
- 195? Mansfield Park
- 195? The Holly and the Ivy
- 1969 The Secretary Bird
- 1971 The Grass is Greener
- 1972 Sleuth
- 1973 Absurd Person Singular
- 1973 The Secretary Bird
- 1975 Made In Heaven
- 1982 House Guest
- 1984 Sleuth
- 1986 Killing Jessica
- 1987 Sleuth

## Filmografía
- 1938 Pygmalion (extra)
- 1942 The Life and Death of Colonel Blimp (extra)
- 1948 The Small Back Room
- 1948 Hamlet
- 1948 The Fatal Night - Tony
- 1949 All Over the Town
- 1950 The Girl is Mine - Hugh Hurcombe
- 1950 Flesh and Blood
- 1950 Dick Barton at Bay
- 1951 The Elusive Pimpernel a.k.a. The Fighting Pimpernel - Hon. John Bristow
- 1951 A Christmas Carol - Jacob Marley de joven
- 1955 Three Cases of Murder
- 1956 The Battle of the River Plate, a.k.a. Pursuit of the Graf Spee - Teniente comandante Medley
- 1957 Jane Eyre
- 1957 Les Girls - Sir Percy
- 1957 Until They Sail - Soldado Duff
- 1958 Destination Nightmare
- 1959 Mission of Danger
- 1970 Incense for the Damned - Derek Longbow
- 1976 Sherlock Holmes in New York - Dr. Watson
- 1977 Dead of Night - Dr. Peter Gheria
- 1977 King Solomon's Treasure - Capitán Good R. N.
- 1980 The Sea Wolves - Mayor "Yogi" Crossley
- 1980 The Howling - Dr. George Waggner
- 1981 Down Under - Narrador
- 1981 The Creature Wasn't Nice, a.k.a. Spaceship, a.k.a. Naked *1981 Space - Dr. Stark
- 1981 The Hot Touch - Vincent Reyblack
- 1981 Sweet Sixteen - Dr. John Morgan
- 1982 Young Doctors in Love - Jacobs
- 1983 The Return of the Man from U.N.C.L.E.: The Fifteen Years Later Affair - Sir John Raleigh
- 1984 This Is Spinal Tap - Sir Denis Eaton-Hogg
- 1985 A View to a Kill - Sir Godfrey Tibbett
- 1985 Shadey - Sir Cyril Landau
- 1988 Lobster Man from Mars - Profesor Plocostomos
- 1988 Waxwork - Sir Wilfred
- 1988 Alien Transformation
- 1989 Cult People - Él mismo
- 1989 The Eye of the Widow
- 1989 Masque of the Red Death - Maquiavelo
- 1989 Transformations - Padre Christopher
- 1989 Scared Silly
- 1990 Chill Factor - Carl Lawton
- 1991 Waxwork II: Lost in Time
- 1998 Los vengadores - doblaje de voz

## Series
- The Avengers (Los vengadores), como John Steed (junto a Ian Hendry, Honor Blackman, Diana Rigg, Linda Thorson, sucesivamente)
- The New Avengers
- 1993-1994 Thunder in Paradise (with Hulk Hogan)